# انیمیشن معماری
انیمیشن‌های معماری یک فیلم کوتاه معماری ایجاد شده در یک کامپیوتر است. یک کامپیوتر ساختمانی را همراه با منظره طبیعی به وجود می‌آورد و گاهی اوقات آدمها و خودروها را نیز حرکت می‌دهد. برخلاف ارائه معماری، که هر تصویر نتیجه یک جهت از یک منظره است، انیمیشن معماری یک مجموعه از صدها یا حتی هزاران تصویر ثابت است. هنگامی که این تصاویر مونتاژ و پخش شد، اثر فیلم تولید شده بسیار شبیه یک فیلم دوربین واقعی است، با این تفاوت که همه تصاویر مصنوعی است و به وسیله کامپیوتر خلق شده‌اند. ممکن است کامپیوتر، محیط ایجاد شده اطراف ساختمان را به منظور کمک به افزایش واقعیت و انتقال بهتر آن با محیط پیرامون ساختمان اضافه کند؛ همه اینها می‌تواند قبل از ساخته شدن پروژه به طراحان وسهام داران یک دیدگاه واقع‌بینانه از پروژه تکمیل شده بدهد. ارائه‌های معماری اغلب همراه با انیمیشن‌های معماری استفاده می‌شوند.

## طریقه استفاده
تقاضای تجاری برای رندرهای ساخته شده کامپیوتر در حال افزایش است، اما مدل‌های مقیاس سه بعدی هنوز هم محبوب هستند. به‌طور نمونه اعضای AIA (انستیتو معماری آمریکا) و NAHB (انجمن ملی سازندگان خانه) استفاده از انیمیشن‌های سه بعدی و رندرهای تکی را برای ارئه به مشتریان خود قبل از شروع به ساخت پروژه ترجیح می‌دهند. حرفه ای‌ها اغلب مشتریان خود را پیدا می‌کنند و بدون کمک‌های بصری کامپیوتر در فهماندن پیچیدگی وکیفیت فضایی پروژه‌های بزرگ ناتوانند. انیمیشن‌ها و ارائه‌ها معمولاً توسط استودیوهای کوچک انیمیشن تولید می‌شوند.

## تاریخچه
جاناتان اینگرام در۱۹۷۴ به CSIRO پیوست و به پیشنهاد هوبارت از سازمان دادگاه‌های کشورهای منافع المشترک در ۱۹۷۷اولین خط پنهان انیمیشن‌های سه بعدی معماری را تولید کرد. این فیلم به تازگی در یک آرشیو پینهان شده، همراه با متریال‌های گرافیکی کشف شده‌است. این فیلم۲۲۵۰فریم سیاه و سفید۱۶میلی‌متری فیلم است تأسیس ساختمان و پیشنهاد کردن دادگاه جدید را نشان می‌دهد. نسخه اصلی آن را می‌توانید در اینجا ببینید. نسخه اصلی این فیلم در"مجموعه جاناتان اینگرام کتابخانه معماری بریتانیا،  RIBA، موزه آلبرت وویکتوریا لندن باگانی است. جاناتان بیشتر برای کار مدل‌سازی اطلاعات ساختمان خود مشهور است.

## آینده
انیمیشن‌های معماری بدون بلندپروازی ارائه‌های شرکت‌های کامپیوتری کوچک به حساب نمی‌آیند، زیرا وقت کم انسان و زمان ارائه کامپیوتری مستلزم تولید تعداد زیادی عکس‌های تکی است. همه استودیوها نرم‌افزار جمع‌آوری و ترکیب کردن مراحل فیلم و به ترتیب حرکت دادن آن را ندارند. برخی از شرکت‌های کوچکتر در کیفیت بالای رندرهای کامپیوتری صحنه‌های تکی تخصص دارند. انیمیشن‌های معماری به تیم بزرگی از هنرمندان و انیماتورهای رندرگیری نیاز دارند و همچنین به یک چارچوب زمانی طولانی برای تکمیل یک پروژه انیمیشن احتیاج دارند. با این حال بسیاری از شرکت‌های معماری در حال حاضر از انیمیشن معماری به دلیل جذب سرمایه‌گذار و مشتریان استفاده می‌کنند. انیمیشن معماری به آیندهای روشن بیش از آنچه که معماران و توسعه دهندگان واقعی املاک و مستغلات در برنامه‌های بازار یابی خود از انیمیشن کامپیوتری استفاده می‌کنند، توجه دارند.
- تجسم معماری:

ارائه سه بعدی
قدم زدن سه بعدی در پروژه
نسخه نمایشی سه بعدی از برنامه‌ریزی شهری
نسخه نمایشی سه بعدی از برنامه‌ریزی چشم‌انداز
مرمت معماری باستانی
- انیمیشن:

ارائه
شبیه‌سازی محصول و طراحی مهندسی
- واقعیت مجازی:

سیستم دیجیتال جعبه شنی برای برنامه‌ریزی اجتماع و شهر
GIS (سیستم اطلاعات جغرافیایی)
سیستم آموزشی چند منظوره
شیبه سازی و مرمت میراث فرهنگی و معماری باستانی
مرکز خرید مجازی